# FK Altai VKO
Der FK Altai VKO (kasachisch Алтай Шығыс Қазақстан Облысы (Алтай ШҚО), russisch Товарищество с ограниченной ответственностью Футбольный клуб "Алтай" Восточно-Казахстанской области) ist ein kasachischer Fußballverein aus Ostkasachstan.

## Geschichte
Gegründet wurde der Verein 2017.
Der Verein spielt seit 2018 in der zweiten Spielklasse von Kasachstan.

## Erfolge
- 4. Platz Erste Liga: 2018

## Stadion
Der Verein trägt seine Heimspiele im Wostok-Station in Öskemen und alternativ im Spartak-Stadion in Semei aus.

## Trainer
- Trainer ist derzeit (11/2018) Sergey Timofeyew[1]

## Vorgänger
- FK Altai Semei (2016 – 2017)
- Spartak Semei (1964 – 2016)
- Wostok Öskemen (1963 – 2016)